# Hyung-rae Shim
Hyung-rae Shim (3. siječnja 1958.-), južnokorejski pisac, glumac, producent i redatelj. Jedan je od najpoznatijih komičara u Južnoj Koreji. Poznatiji filmovi su mu prikazani i u Hrvatskoj, to su 2001 Yonggary iz 1999. godine, u kojem sudjeluje kao redatelj, pisac i scenarist i Rat zmajeva (D-war ili Dragon Wars) iz 2007. godine kao redatelj i scenarist. Ostali filmovi koje je režirao su Young-guwa heubhyeolgwi dracula (1992.); Young-guwa gongryong Zzu-Zzu (1993.); Pinkbit gangtong (1994.); Tirannoui baltob (1994.); Power King (1995.); i Dragon Tuka (1996.).

## Vanjske poveznice
- Hyung-rae Shim